# Уэбб, Джимми
Джимми Лэйн Уэбб (англ. Jimmy Layne Webb; род. 15 августа 1946, Элк-Сити, Оклахома) — американский автор песен, композитор и певец. Он является автором многочисленных платиновых записей, в том числе «Up, Up and Away», «By the Time I Get to Phoenix», «Wichita Lineman», «Galveston», «The Worst That Could Happen», «All I Know» и «MacArthur Park». За свою карьеру успешно сотрудничал с такими артистами как Глен Кэмпбелл, Майкл Файнштейн, Линда Ронстадт, The 5th Dimension, Арт Гарфанкел и Ричард Харрис.
Уэбб был включен в Зал славы авторов песен в 1986 году и Зал славы авторов песен Нэшвилла в 1990 году. Обладатель специальной премии за жизненные достижения Национальной академии композиторов 1993 года, премии Джонни Мерсера Зала славы композиторов 2003 года, премии ASCAP «Голос музыки» 2006 года и специальной международной Премии Айвора Новелло 2012 года. По данным BMI, его песня «By The Time I Get to Phoenix» была третьей самой исполняемой песней за пятьдесят лет между 1940 и 1990 годами. Уэбб — единственный исполнитель, когда-либо получавший премии «Грэмми» за музыку, тексты и оркестровку.

## Дискография
- Jim Webb Sings Jim Webb (1968)
- Words and Music (1970)
- And So: On (1971)
- Letters (1972)
- Land's End (1974)
- El Mirage (1977)
- Angel Heart (1982)
- Suspending Disbelief (1993)
- Ten Easy Pieces (1996)
- Twilight of the Renegades (2005)
- Live and at Large (2007)
- Just Across the River (2010)
- Still Within the Sound of My Voice (2013)
- SlipCover (2019)